# Stap op

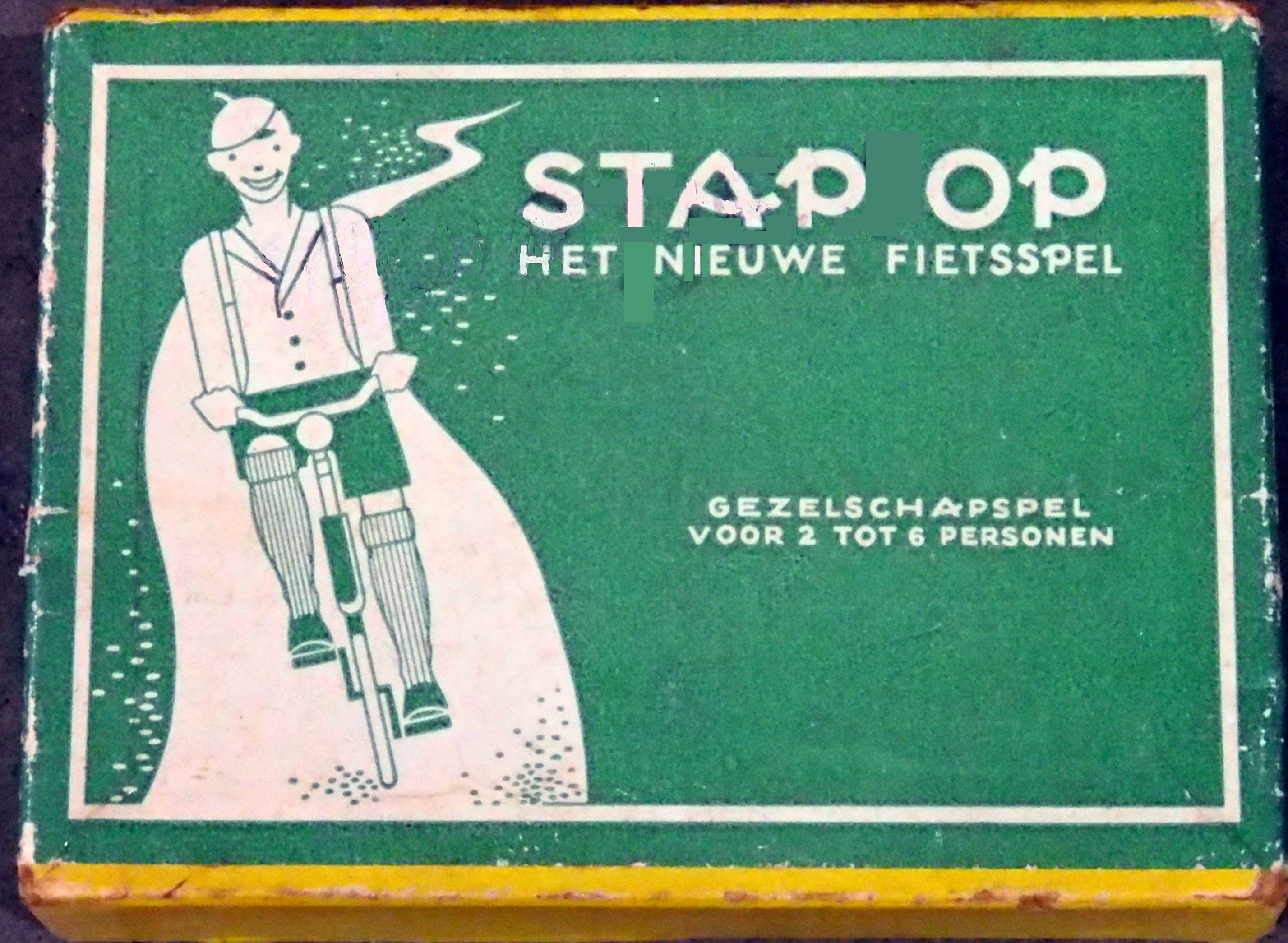
Oude uitgave van het spel

Stap op, oorspronkelijk omstreeks 1940 uitgebracht door sio met de ondertitel Het nieuwe fietsspel, is een kaartspel dat de spelers een aantal fictieve fietstochten van totaal honderd kilometer laat maken.
Het fietsspel is een Nederlandse variant van het Amerikaanse kaartspel Touring (1906), waarvan een latere Franse versie bekend is onder de naam Mille bornes (d.i. Duizend kilometerpalen, in Nederland bekend als 1000 kilometer). Daarin wordt met de auto een afstand van duizend kilometer afgelegd.
Mille bornes werd in 1954 ontwikkeld door Edmond Dujardin, een uitgever van materiaal voor autorijscholen. De illustraties zijn van Joseph Le Callennec. De naam zou verwijzen naar de mythische Route Nationale 7 in Frankrijk, die ongeveer duizend kilometer lang is (exact 995 km). Dit spel is tegenwoordig eigendom van TF1 Games. Het is een van de meest verkochte gezelschapsspellen ter wereld.
Het belangrijkste verschil met Stap op is dat er in Stap op geen troefkaarten (bottes) zijn en dus ook geen 'luizenstreken'.
De spanning in het spel wordt verhoogd doordat naast het zo snel mogelijk voltooien van de eigen tocht ook het tegenwerken van de andere deelnemers tot de mogelijkheden behoort.
Het gezelschapsspel is bedoeld voor twee tot zes spelers van zes jaar of ouder.
Stap op richt zich op de jeugd en geeft duidelijk aan dat een jongen of meisje niet te beroerd is om een flinke fietstocht te maken. Die ondertoon ontbreekt in Mille bornes. Er is daarbij enige kritiek op de kaart Rijwielhersteller want een goede fietser kan zelf wel een band plakken.

## Het spelmateriaal
| De 99 speelkaarten van Stap op. Tussen haakjes het aantal kaarten. | De 99 speelkaarten van Stap op. Tussen haakjes het aantal kaarten. | De 99 speelkaarten van Stap op. Tussen haakjes het aantal kaarten. | De 99 speelkaarten van Stap op. Tussen haakjes het aantal kaarten. | De 99 speelkaarten van Stap op. Tussen haakjes het aantal kaarten. | De 99 speelkaarten van Stap op. Tussen haakjes het aantal kaarten. | De 99 speelkaarten van Stap op. Tussen haakjes het aantal kaarten. |
|                                                                    | Aanvalskaarten                                                     | Verdedigingskaarten                                                | Verdedigingskaarten                                                |                                                                    | Etappes                                                            | Af te leggen afstand                                               |
| ------------------------------------------------------------------ | ------------------------------------------------------------------ | ------------------------------------------------------------------ | ------------------------------------------------------------------ | ------------------------------------------------------------------ | ------------------------------------------------------------------ | ------------------------------------------------------------------ |
|                                                                    | Tegenwind (4)                                                      | Wind mee (5)                                                       | Wind mee (5)                                                       | 5 km naar de bossen (24)                                           | 8×5=40 km                                                          |                                                                    |
|                                                                    | Gesloten overweg (3)                                               | Bomen gaan open (8)                                                | Stap op (14)                                                       | 6 km naar de hei (12)                                              | 4×6=24 km                                                          |                                                                    |
|                                                                    | Lekke band (3)                                                     | Rijwielhersteller (8)                                              | Stap op (14)                                                       | 8 km naar de zee (8)                                               | 2×8=16 km                                                          |                                                                    |
|                                                                    | Jeugdherberg (2)                                                   | †                                                                  | Stap op (14)                                                       | 10 km naar de plassen (8)                                          | 2×10=20 km                                                         |                                                                    |
|                                                                    |                                                                    |                                                                    |                                                                    |                                                                    | Totaal 100 km                                                      |                                                                    |
|                                                                    |                                                                    |                                                                    |                                                                    |                                                                    |                                                                    |                                                                    |
| De 106 speelkaarten van Mille bornes                               |                                                                    |                                                                    |                                                                    |                                                                    |                                                                    |                                                                    |
| Bottes Troefkaarten                                                | Attaques Aanvalskaarten                                            | Parades Verdedigingskaarten                                        | Parades Verdedigingskaarten                                        |                                                                    | Étapes Etappes                                                     | Af te leggen afstand                                               |
| Prioritaire Brandweerauto (1)                                      | Limite de vitesse Snelheidsbeperking (4)                           | Fin de limite de vitesse Einde van snelheidsbeperking (6)          | Fin de limite de vitesse Einde van snelheidsbeperking (6)          | 25 km afbeelding: slak (10)                                        | 1000 km                                                            |                                                                    |
| Prioritaire Brandweerauto (1)                                      | Stop †† Rood licht (5)                                             | †                                                                  | Roulez †† Groen licht (14)                                         | 50 km afbeelding: eend (10)                                        | 1000 km                                                            |                                                                    |
| As du volant Vaardige chauffeur (1)                                | Accident Ongeluk (3)                                               | Réparation Reparatie (6)                                           | Roulez †† Groen licht (14)                                         | 75 km afbeelding: vlinder (10)                                     | 1000 km                                                            |                                                                    |
| Citerne Tankauto (1)                                               | Panne d'essence Benzinepech (3)                                    | Essence Benzine (6)                                                | Roulez †† Groen licht (14)                                         | 100 km afbeelding: haas (12)                                       | 1000 km                                                            |                                                                    |
| Increvable Lekvrije banden (1)                                     | Crevé Lekke band (3)                                               | Roue de secours Reservewiel (6)                                    | Roulez †† Groen licht (14)                                         | 200 km afbeelding: zwaluw (4 †††)                                  | 1000 km                                                            |                                                                    |

† Hiervoor wordt ter verdediging alleen een Stap op of Groen licht neergelegd.
†† Ondanks het opschrift van de kaarten, geeft de gebruiksaanwijzing aan dat ze worden uitgesproken als "Feu rouge" en "Feu vert".
††† Een speler mag niet meer dan twee keer 200 km neerleggen.
Naast deze speelkaarten zijn verder geen materialen nodig. Bij Mille bornes wordt nog een slof geleverd waaruit de kaarten worden gepakt en waarin de weggeworpen kaarten worden geworpen.

## Spelregels
Elke speler ontvangt vijf kaarten (bij Mille bornes zes kaarten) nadat de kaarten in het spel zijn geschud. De rest ligt omgekeerd op tafel (de bank), hieruit wordt na het leggen van een kaart een nieuwe kaart gepakt.
Een speler die bij Stap op aan de beurt is, pakt een kaart van de trekstapel en legt daarna een kaart. Bij Mille bornes ook. Het wegleggen van een kaart kan op vier manieren gebeuren:
- Een etappe voor zichzelf
- Een aanvalskaart om een tegenstander te hinderen
- Een verdedigingskaart om een aanval op te heffen
- Op de aflegstapel in het midden (naast de bank), als bovengenoemde mogelijkheden niet voorhanden zijn.

Etappes mogen alleen worden neergelegd als bij de speler een Stap op-kaart respectievelijk Groen licht zichtbaar is. De langere etappes (bij Stap op 8 en 10 km, bij Mille bornes vanaf 75 km) mogen alleen worden neergelegd als de speler geen Tegenwind respectievelijk Snelheidsbeperking heeft.
Een andere speler zal van tijd tot tijd een aanvalskaart op de Stap op-kaart of het Groene licht leggen. De speler die een aanvalskaart heeft, mag geen etappes meer neerleggen. Hij moet eerst op de aanvalskaart de bijbehorende verdedigingskaart leggen en bij een volgende beurt een Stap op-kaart respectievelijk Groen licht. Na een Jeugdherberg of Rood licht komt geen verdedigingskaart maar enkel een Stap op-kaart of Groen licht.
Een aparte stapel wordt aangelegd voor de tegenwind respectievelijk snelheidsbeperking. Bij Stap op heeft de speler aanvankelijk de wind tegen, hij mag de langere etappes pas neerleggen nadat hij bij zichzelf de kaart Wind mee heeft neergelegd. Ook als een speler een Tegenwind-kaart krijgt, dient hij eerst een Wind Mee-kaart te leggen alvorens verder te kunnen gaan met de langere etappes. Bij Mille bornes heeft de speler aanvankelijk geen snelheidsbeperking, en de eerste kaart op deze stapel is dus de Snelheidsbeperking.
Als de bank leeg is worden de kaarten van alle inmiddels voltooide fietstochten en van de voortgang- en hinderstapels verzameld, behalve de bovenste. Samen met de aflegstapel worden ze geschud en als bank in het midden neergelegd, waarna het spel hervat wordt. Bij Mille bornes gebeurt dat niet - als de stok leeg is, wordt er nog zes rondes doorgespeeld tot de spelers geen kaarten meer in de hand hebben, waarna het spel eindigt.
Wie als eerste alle fietstochten, respectievelijk duizend kilometer, op correcte wijze heeft voltooid is winnaar.

## Troefkaarten
Bij Mille bornes geldt de luizenstreek als het interessantste kenmerk van het spel. In Frankrijk heeft het spel zelfs als ondertitel: le jeu du coup-fourré.
Heeft een speler een troefkaart (botte) in handen, dan mag hij die, als hij aan de beurt is, op tafel leggen. Hij speelt daarna nóg een beurt. De tegenstanders mogen hem vanaf dat moment niet meer de bijbehorende aanvalskaart geven.
Legt een speler een troefkaart op tafel terwijl de bijbehorende aanvalskaart op zijn stapel ligt, dan mag hij de aanvalskaart weggooien. Legt hij de troefkaart Prioritaire op tafel, dan hoeft hij geen Groen licht meer neer te leggen.
Legt een speler een troefkaart (behalve Prioritaire) op tafel terwijl de bijbehorende aanvalskaart reeds bedekt is met een verdedigingskaart, dan heeft de troefkaart voor die aanval geen effect meer. De speler zal alsnog een Groen licht op de stapel moeten leggen.
Heeft een speler de kaart Prioritaire voor zich liggen, dan heeft hij geen Groen licht meer nodig en hoeft hij zich niet te houden aan een Snelheidsbeperking. Hij mag dus direct beginnen met het neerleggen van etappes. Heeft hij een Lekke band, Ongeluk of Benzinepech ontvangen, dan kan hij volstaan met de bijbehorende verdediging.

### Luizenstreek
Een speler mag de troefkaart echter ook in zijn hand houden. Krijgt hij een bijbehorende aanvalskaart, dan legt hij de troefkaart direct op tafel, zelfs als hij nog niet aan de beurt is. Dit is de luizenstreek of coup fourré. Hij krijgt hiervoor 300 punten extra. De aanvalskaart wordt weggegooid, de speler pakt twee kaarten van de stapel, legt een kaart weg en het spel gaat verder met de speler links van hem.

## Einde van het spel
Het spel eindigt als een speler het juiste aantal etappes of precies 1000 km heeft neergelegd. Wie te veel etappes of kilometers neerlegt, kan niet meer winnen.

## Opmerkingen
Er bestaan op dit moment twee versies van Mille bornes in het Nederlands: het bordspel en de reisversie.
In juni 2011 komt ter gelegenheid van de nieuwe Disneyfilm Cars II ook een versie Cars II uit.
Er bestaan ook in het Frans verschillende versies, ook daar werd Cars II aangekondigd, alsook een versie ter gelegenheid van de film Tintin.